# Wortelsysteem
In de groepentheorie en de meetkunde, deelgebieden van de wiskunde, is een wortelsysteem een configuratie van vectoren in een Euclidische ruimte, die voldoet aan bepaalde meetkundige eigenschappen. Het concept is fundamenteel in de theorie van de Lie-groepen en de Lie-algebra's. Aangezien Lie-groepen (en sommige analoga ervan, zoals algebraïsche groepen) en Lie-algebra's in de twintigste eeuw belangrijk zijn geworden in veel deelgebieden van de wiskunde, logenstraft het ogenschijnlijk specifieke karakter van het wortelsysteem het grote aantal gebieden, waarbinnen het "wortelsysteem"-concept wordt toegepast. Verder komt het classificatieschema voor wortelsystemen, door middel van Dynkin-diagram, in deelgebieden van de wiskunde, die geen nauwe relatie hebben met de Lie-theorie (zoals de singulariteitstheorie). Ten slotte zijn wortelsystemen ook op zichzelf belangrijk, zoals in de grafentheorie en in de studie van eigenwaarden.

## Definitie
Een wortelsysteem in een vectorruimte {\displaystyle V} over een lichaam (Ned) / veld (Be) {\displaystyle K} met karakteristiek 0 is een deelverzameling {\displaystyle R} met de eigenschappen:
1. {\displaystyle R} is eindig en bevat niet de 0.
2. {\displaystyle R} is een voortbrengend systeem van {\displaystyle V}.
3. Bij iedere {\displaystyle \alpha \in R} is er een lineaire functionaal {\displaystyle {\tilde {\alpha }}\in V^{*}} waarvoor geldt:
  - voor {\displaystyle \beta \in R} is {\displaystyle {\tilde {\alpha }}(\beta )\in \mathbb {Z} }.
  - {\displaystyle {\tilde {\alpha }}(\alpha )=2}
  - De lineaire afbeelding {\displaystyle s_{\alpha }\colon V\to V} met {\displaystyle s_{\alpha }(x)=x-{\tilde {\alpha }}(x)\cdot \alpha } beeldt {\displaystyle R} op zichzelf af.

De elementen van een wortelsysteem heten wortels.

## Voorbeeld

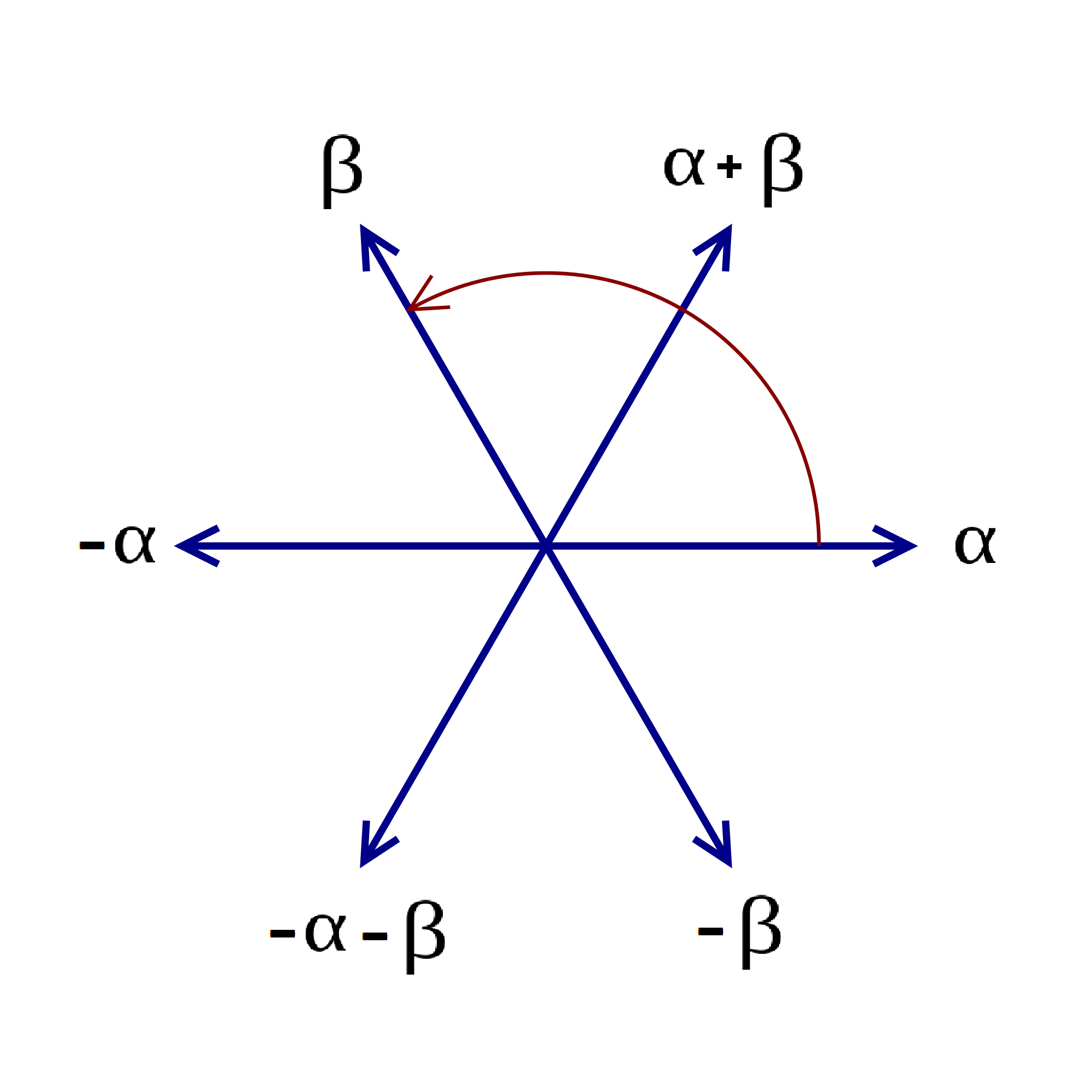
De zes vectoren van het wortelsysteem.

Zij {\displaystyle \alpha \in \mathbb {R} ,\,\alpha >0,\,\beta =-{\tfrac {1}{2}}\alpha +{\tfrac {1}{2}}\alpha {\sqrt {3}}\,i} en {\displaystyle \gamma =\alpha +\beta }, dan vormen de zes vectoren {\displaystyle \alpha ,\,-\alpha ,\,\beta ,\,-\beta ,\,\gamma ,\,-\gamma } in {\displaystyle \mathbb {C} =\mathbb {R} ^{2}} een wortelsysteem, dat wordt aangeduid met {\displaystyle A_{2}}.
Duidelijk is dat {\displaystyle A_{2}} eindig is, niet 0 bevat en de hele {\displaystyle \mathbb {R} ^{2}} voortbrengt.  Verder geldt voor 
- {\displaystyle {\tilde {\alpha }}(x+iy)=2x/\alpha } dat {\displaystyle {\tilde {\alpha }}(\alpha )=2},  {\displaystyle {\tilde {\alpha }}(\beta )=-1} en dus geldt ook voor de andere elementen {\displaystyle z\in A_{2}} dat {\displaystyle {\tilde {\alpha }}(z)\in \mathbb {Z} }. En voor de lineaire afbeelding {\displaystyle s_{\alpha }(x+iy)=x+iy-{\tilde {\alpha }}(x+iy)\cdot \alpha =-x+iy}, dus spiegeling om de "y"-as, geldt:

{\displaystyle s_{\alpha }(\alpha )=-\alpha }
{\displaystyle s_{\alpha }(\beta )=\alpha +\beta }
dus beeldt {\displaystyle s_{\alpha }} inderdaad {\displaystyle A_{2}} af op {\displaystyle A_{2}}.
- {\displaystyle {\tilde {\beta }}(x+iy)=-x/\alpha +iy{\sqrt {3}}/\alpha } dat {\displaystyle {\tilde {\beta }}(\beta )=2},  {\displaystyle {\tilde {\beta }}(\alpha )=-1} en dus geldt ook voor de andere elementen {\displaystyle z\in A_{2}} dat {\displaystyle {\tilde {\beta }}(z)\in \mathbb {Z} }. En voor de lineaire afbeelding {\displaystyle s_{\beta }} geldt:

{\displaystyle s_{\beta }(\beta )=\beta -2\beta =-\beta }
{\displaystyle s_{\beta }(\alpha )=\alpha +\beta }
dus spiegeling om de loodlijn op {\displaystyle \beta } door 0. Ook {\displaystyle s_{\beta }} beeldt {\displaystyle A_{2}} af op {\displaystyle A_{2}}.
Ook voor de andere elementen {\displaystyle z\in A_{2}} blijken de afbeeldingen {\displaystyle s_{z}} spiegelingen te zijn om de loodlijn op {\displaystyle z} door O, en dus afbeeldingen van {\displaystyle A_{2}} op {\displaystyle A_{2}}.

## Websites
- Root system
- MathWorld. Root System.